# Moranbong Band
Die Moranbong Band (koreanisch 모란봉악단) ist eine nordkoreanische Girlband. Die Gruppe genießt in Nordkorea eine hohe Popularität. Ihren ersten Auftritt hatte sie im Juli 2012. Der Name „Moranbong“ bedeutet „Pfingstrosenhügel“ und bezeichnet eine Erhebung im Moranbong-Park, einem beliebten Naherholungsgebiet in der Hauptstadt Pjöngjang. Der Name wurde ihr von  Kim Jong-un gegeben.

## Gründung
Die Idee zu dieser Frauenband stammt von Kim Jong-un, der sie im Sommer 2012 im Zusammenhang mit dem Beginn eines neuen Jahrhunderts in der Juch’e-Zeitrechnung gründete. Er habe auf alle musikalischen Elemente, auf die Themen und die Zusammensetzung der Aufführung, auf Arrangement, Instrumentation, Spielweise und Darstellung eingewirkt, um bestehende Theorien zu erneuern, heißt es. Kim erklärte, es sei das Ziel, traditionelle Musik und internationale Popmusik in einer modernen Form ausgewogen zusammenzuführen, um dem Geschmack, den Wünschen und den Gefühlen der Bevölkerung zu entsprechen und dem Zeitgeist Rechnung zu tragen. Die Band ist auch eine Antwort auf die im Nachbarland populäre südkoreanische Popmusik.  Die weiblichen Mitglieder hat Kim angeblich selbst ausgesucht und teilweise zu hochdekorierten Soldatinnen befördert. Die Zahl der Bandmitglieder schwankt und die Zusammensetzung wechselte in ihrer Geschichte. Orchesterleiterin ist Seon-u Hyang-hui, die auch die erste Geige spielt und sich zuvor bereits einen Namen als Musikerin gemacht hat und in der Samjiyeon Band gespielt hat. Die Bandmitglieder tragen Dienstränge von Unterleutnant bis Hauptmann. Die administrative Leitung über die Band und ihre Mitarbeiter hat ein von Hyon Song-wol geführtes sechsköpfiges Direktorium. Auf Fotografien sind die Direktorin und drei weitere Stellvertreter in der Uniform eines Brigadiers zu erkennen, dem höchsten Offiziersrang unterhalb der Generalsebene in der nordkoreanischen Volksarmee.

## Auftritte
Kim Jong-un ist ein großer Fan der Gruppe und besucht häufig ihre Auftritte. Das überwiegend männliche Publikum besteht meist aus hochrangigen Parteimitgliedern und ausländischen Diplomaten.
Die Frauen treten in unterschiedlicher Kleidung auf, in Uniformen, aber auch in engen kurzen Röcken bzw. Kleidchen oder schulterfreien langen Kleidern sowie hochhackigen Schuhen. Die Bekleidung ist oft mit Glitzer verziert, alternativ ist sie mit militärischen Elementen, z. B. Rangabzeichen, versehen. Für das nordkoreanische Stilgefühl ist der Auftritt in einigen Konzerten provozierend und sexy. Der Kleidungsstil wird offiziell als der Mode des Goguryeo-Königreichs nachempfunden, als typisch koreanisch und nicht westlich dargestellt.  Neben Gesang spielen die Bandmitglieder Instrumente wie Keyboard, E-Geige und E-Gitarre. Das Repertoire reicht von patriotischen Volks- und Revolutionsliedern über europäische Klassik bis zu westlicher Popmusik.
Zahlreiche Lieder haben politischen oder militärischen Bezug. So gibt es beispielsweise die Titel „Lasst uns unseren Obersten Befehlshaber mit Waffen unterstützen“ oder „Unser geliebter Führer“. Die Auftritte sind eingebettet in eine für westlichen Geschmack veraltete Choreografie. Die Auftritte erfolgen unter anderem als Fest- und Gratulationskonzerte und als Vor-Ort-Aufführungen. Die Band trat auch mit dem „Verdienten Staatlichen Chorensemble“ (State Merited Chorus) auf. Im Februar 2016 trat die Gruppe im Zusammenhang mit einer Feier des Starts einer Langstreckenrakete auf. Nach Abschluss des 7. Parteitages der Partei der Arbeit Koreas trat die Gruppe zusammen mit dem State Merited Chorus und der Chongbong Band am 12. Mai 2016 auf.

## Künstlerische Ausrichtung
Die künstlerische Ausrichtung wird seit dem ersten dokumentierten Auftritt im Juli 2012 als wechselnd dargestellt. Das Neujahrskonzert 2013 beende eine erste frühe Periode der „Unschuld“, in welcher die Atmosphäre entspannt gewesen sei, die Gruppe frei auf der Bühne agiert habe und die Phase der Degradierungen und des Austausches der Bandmitglieder noch nicht eingesetzt habe. Zu einem Konzert im April 2015 wird dargestellt, Moranbong sei nun ein Ensemble „bürokratischer Kunst-Direktoren“, die Sänger stellten nun das wichtigste Element dar, die Songtexte würden nun gegenüber der Musik betont; die dargebotene Musik sei dennoch gut.

## Wirkung
In der nordkoreanischen Bevölkerung war die Band von Anbeginn an sehr populär. Die kurzhaarigen Frisuren der Bandmitglieder werden von vielen jungen Frauen nachgeahmt. Es gibt Berichte, dass Leute zur Musik der Gruppe auf der Straße tanzen. Bei Auftritten der Gruppe im Fernsehen kommt es vor, dass Geschäfte vorzeitig schließen und die Straßen menschenleer sind.
Die Band vollführt einen Wechsel im Frauenbild Nordkoreas, das nicht mehr nur die „revolutionäre Mutter“ vorführt, sondern auch eine an der Oberfläche von diesen Beschränkungen befreite Frau vorstellt. Die Gruppe hilft auch dabei, das Bild der männlich dominierten Führungsschicht Nordkoreas um Frauen als offiziell sanktionierte Vorbilder zu ergänzen.
Im Dezember 2015 hat Kim Jong-un die Band für eine Konzerttournee nach China entsandt. Politisches Ziel war eine Verbesserung der in letzter Zeit angespannten Beziehungen zwischen China und Nordkorea. Zugleich handelte es sich um den ersten Auslandsauftritt der Mädchenband. Wenige Stunden vor ihrem ersten Auftritt verließ die Band jedoch das Hotel in Peking und flog zur allgemeinen Überraschung wieder zurück nach Pjöngjang. Über die Gründe wurde heftig spekuliert, Chinas Nachrichtenagentur berichtete dazu, dass alle Auftritte aufgrund von „Kommunikationsproblemen auf der Arbeitsebene“ abgesagt worden seien. Nach von offizieller Seite nicht bestätigten Angaben soll es einen Streit um Liedtexte, in denen die USA als „ehrgeiziger Wolf“ bezeichnet werden und der Koreakrieg von 1950 bis 1953 verherrlicht wird, gegeben haben. Mit Blick auf das Bemühen der chinesischen Regierung, zwischen Nordkorea und den USA zu vermitteln, sah die chinesische Zensur die Texte als nicht förderlich an. Der Auftritt war als Dank an Nordkorea für die Einladung und Teilnahme von Liu Yunshan an einer Militärparade zum 70. Jahrestag der Partei der Arbeit Koreas gedacht. Die Absage wird als Rückschlag in den Beziehungen beider Länder gewertet.